# Plazma
 (décembre 2021).
Plazma, stylisé en PLAZMA, est un groupe musical russe, originaire de Volgograd, travaillant dans des genres allant de la synth-pop, l'Europop, l'Eurodance à la pop rock. Le groupe a été l'un des premiers à se produire exclusivement en anglais pour un public russophone.
Les membres du groupe sont Roman Chernitsyn (chanteur, compositeur, auteur des paroles) et Maxim Postelny (claviériste, choriste, compositeur, arrangeur) ; les musiciens accompagnateurs Alexander Luchkov (violoniste, guitariste) et Nikolai Trofimov (guitariste) participent également aux concerts. Nombre de leurs morceaux ont atteint les charts russes,,.